# Kristinagården

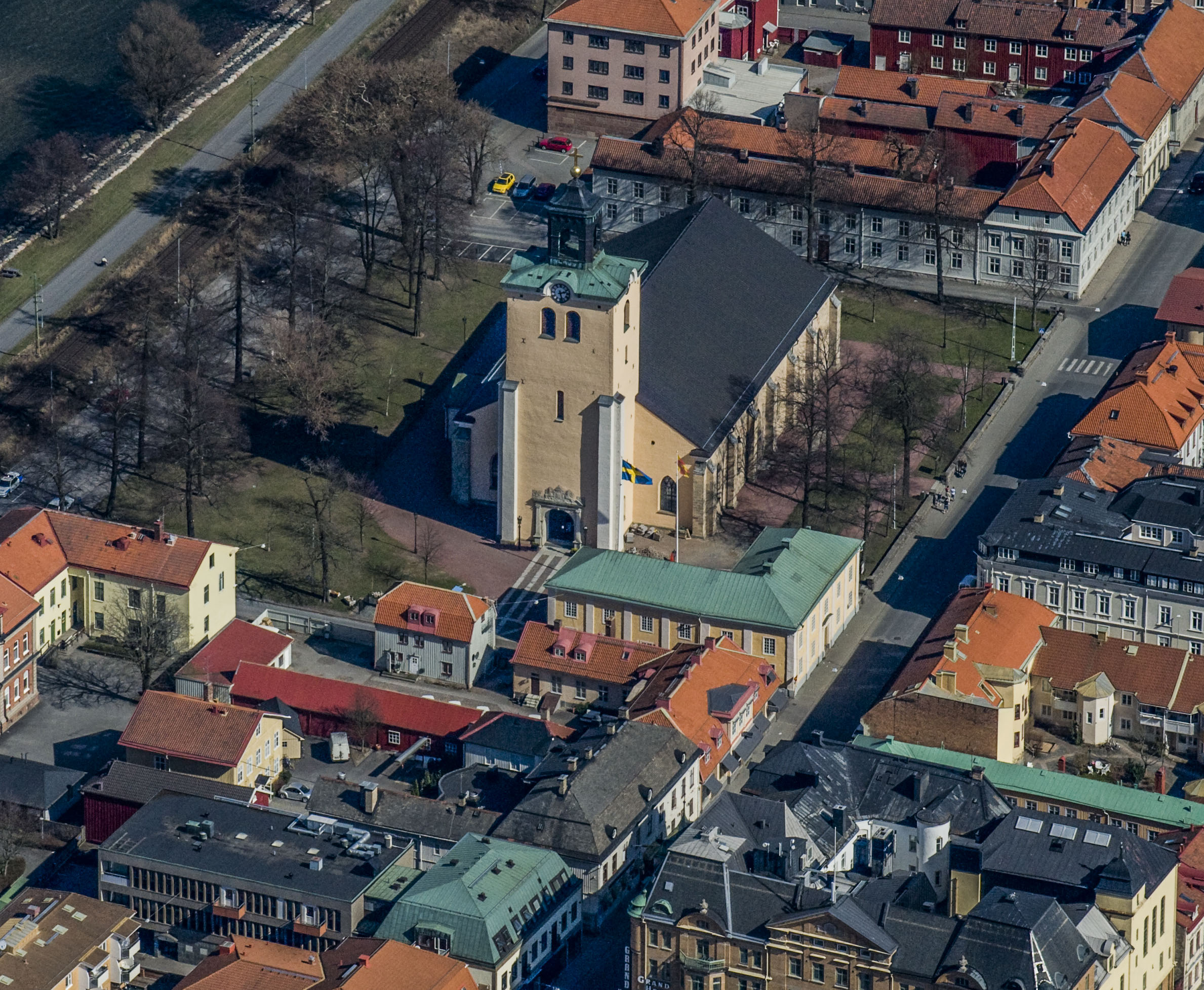
Kristine kyrka från västsydväst. Kristinagården ligger i bildens mitt, närmast kyrkotornet.

Kristinagården är en tidigare skolbyggnad i Jönköping, som numera är Jönköpings församlings församlingshem.
Kristinagården uppfördes 1692–96 efter ritning av Erik Dahlbergh, ursprungligen en enda länga utmed Östra Storgatan. Den byggdes på 1840-talet ut med en länga mot norr utmed Skolgränd. Byggnaden inrymde den efter 1649 års skolstadga inrättade
Trivialskolan i Jönköping, vilken från 1821 efterträddes av Elementarläroverket i Jönköping i samma lokaler. Elementarläroverket var kvar i Kristinagården till 1867, då det flyttade till en nyuppförd skolbyggnad på Förstaden, nuvarande Rådhuset.
Kristinagården ersatte på 1690-talet en enkel skolbyggnad i trä med två rum vid Vättern invid Kristinakyrkan, med en enda skolsal för alla elever. Varje klass i den fyrklassiga trivialskolan fick med den nya skolbyggnaden eget klassrum.
Byggnaden brann ned 1730, varefter den återuppbyggdes. Efter förfall och brandskador under slutet av 1700-talet renoverades den 1819. I början av 1900-talet, fram till 1913, låg Kristina församlings pastorsexpedition samt kronokassörskontoret i övervåningen. Våren 1915 utnyttjades byggnaden till del som ett provisoriskt sjukhus i samband med att en hjärnhinneinflammationsepidemi drabbade staden.
I december 1915 invigdes församlingshemmet i en del av byggnaden. Bottenvåningen blev från september 1916 Jönköpings första stadsbibibliotek och användes som sådant fram till 1935, då Stadsbiblioteket flyttade till Gamla Epidemisjukhuset vid Västra Storgatan. Bottenvåningen inhyste därefter till 1945 kontor för stadens sociala nämnder. Kommunen ägde huset till 1960, men från 1945 disponerades också bottenvåningen av Kristina församling. Åren 1969–1970 gjordes i kyrkans regi en större renovering av byggnaden, vilken därefter döptes till Kristina församlingshus. Namnet ändrades 1979 till Kristinagården.